# Cardiff Devils
I Cardiff Devils sono una squadra di hockey su ghiaccio britannica di Cardiff (Galles), che milita nella Elite Ice Hockey League.
Disputa gli incontri interni alla Cardiff Arena.

## Palmarès
Vittorie nella British Ice Hockey League
- 1989-90, 1992-93, 1993-94, 1996-97

Play Off Championships
- 1989-90, 1992-93, 1993-94, 1998-99

Autumn Cup
- 1993-94

Challenge Cup
- 2005-06

British Knockout Cup
- 2006-07

## Numeri ritirati
- 7 Doug McEwen
- 9 John Lawless
- 14 Brian Dickson
- 19 Steve Moria
- 35 Shannon Hope

## Roster 2009/10
| Portieri | Portieri | Portieri      | Portieri | Portieri  | Portieri         |
| Numero   |          | Giocatore     | Guanto   | Contratto | Luogo di nascita |
| -------- | -------- | ------------- | -------- | --------- | ---------------- |
| 30       | Gallese  | Stevie Lyle   | L        | 2009      | Cardiff          |
| 31       | Gallese  | Mike Brabon   | L        | 2009      | Caerphilly       |
| 33       | Gallese  | Michael Crisp | L        | 2009      | Caerphilly       |
| 88       | Gallese  | Dorian Smith  | L        | 2007      | Cardiff          |

| Difensori | Difensori    | Difensori       | Difensori   | Difensori | Difensori                   | Difensori |
| Numero    |              | Giocatore       | Mano stecca | Contratto | Luogo di nascita            |           |
| --------- | ------------ | --------------- | ----------- | --------- | --------------------------- | --------- |
| 4         | Canadese     | Wes Jarvis      | L           | 2008      | Toronto                     |           |
| 6         | Statunitense | Mike Hartwick   | L           | 2008      | Bedford, New Hampshire, USA |           |
| 10        | Gallese      | Jason Stone     | L           | 1988      | Cardiff                     |           |
| 17        | Inglese      | Mark Richardson | R           | 2009      | Swindon                     |           |
| 45        | Statunitense | Scott Romfo     | L           | 2009      | Blaine (Minnesota)          |           |
| 55        | Canadese     | Gerad Adams     | L           | 2005      | Regina, Saskatchewan        |           |

| Attaccanti | Attaccanti   | Attaccanti    | Attaccanti  | Attaccanti | Attaccanti | Attaccanti                   |
| Numero     |              | Giocatore     | Mano stecca | Position   | Contratto  | Luogo di nascita             |
| ---------- | ------------ | ------------- | ----------- | ---------- | ---------- | ---------------------------- |
| 5          | Gallese      | Ben Davies    | R           | C          | 2007       | Cardiff                      |
| 11         | Inglese      | Matt Towe     | R           | C          | 2007       | Sheffield                    |
| 13         | Gallese      | Jamie Hayes   | R           | LW         | 2009       | Cardiff                      |
| 16         | Canadese     | Tylor Michel  | R           | RW         | 2009       | Sudbury, Ontario             |
| 18         | Statunitense | Jay Latulippe | L           | LW         | 2008       | Saratoga                     |
| 20         | Canadese     | Matt Miller   | R           | C          | 2009       | Sioux Lookout, Ontario       |
| 23         | Kazako       | Max Birbraer  | L           | LW         | 2009       | Ust Kamenogorsk              |
| 25         | Gallese      | Phil Hill     | R           | LW         | 2007       | Cardiff                      |
| 26         | Canadese     | Brad Voth - C | R           | RW         | 2005       | Calgary, Alberta, Canada     |
| 91         | Canadese     | Mark Smith    | L           | C          | 2009       | Kelowna, Columbia Britannica |